# Scopula coniaria
Scopula coniaria là một loài bướm đêm trong họ Geometridae.